# Huntířov
Huntířov är en ort i Tjeckien.   Den ligger i regionen Ústí nad Labem, i den norra delen av landet, 80 km norr om huvudstaden Prag. Huntířov ligger 377 meter över havet och antalet invånare är 715.
Terrängen runt Huntířov är huvudsakligen kuperad, men norrut är den platt. Runt Huntířov är det ganska tätbefolkat, med 58 invånare per kvadratkilometer. Närmaste större samhälle är Děčín, 6,3 km väster om Huntířov. Omgivningarna runt Huntířov är en mosaik av jordbruksmark och naturlig växtlighet.